# Michigan Wing Civil Air Patrol
A Michigan Wing Civil Air Patrol (MIWG) é o mais alto escalão da Civil Air Patrol no estado de Michigan. A sede da Michigan Wing está localizada em West Chicago, mais específicamente na cidade de St. Charles. A ala de Michigan é membro da Região dos Grandes Lagos da CAP juntamente com as alas dos Estados de: Ohio, Indiana, Kentucky, Illinois e Wisconsin. A Michigan Wing consiste em mais de 1.400 membros cadetes e adultos em mais de 42 localidades em todo o estado de Michigan.

## Missão
Como parte atuante da Civil Air Patrol (CAP), a Michigan Wing tem três missões: fornecer serviços de emergência em apoio a agências federais, estaduais e locais; oferecer programas de cadetes para jovens; e fornecer educação aeroespacial para membros da CAP e para o público em geral.

### Serviços de emergência
A CAP realiza serviços de emergência em situações de emergência por meio de diversas missões, entre elas: busca e salvamento; gestão de emergência; reconhecimento aéreo; ajuda humanitária e operações antidrogas além de missões de transporte, todas as quais são suporte para a segurança nacional.
A Patrulha Aérea Civil conduz missões de busca e salvamento dirigidas pelo Centro de Coordenação de Resgate da Força Aérea na Base Aérea de Tyndall, na Flórida. A PAC também auxilia nos esforços de socorro em desastres, fornecendo imagens digitais aéreas e terrestres, transporte de pessoal-chave e conduz uma rede nacional de comunicações de rádio. A PAC fornece apoio à Força Aérea, incluindo transporte leve, suporte de comunicações e pesquisas de rotas de baixa altitude, e auxilia em operações antidrogas. Os membros da Michigan WING são treinados para conformidade com o NIMS.
Em maio de 2020, os membros da Michigan Wing começaram a transportar kits de teste de coronavírus entre Lansing e áreas mais remotas de Michigan como parte da resposta de Michigan à pandemia de coronavírus de 2020.

### Programas de cadetes
A Civil Air Patrol mantém um programa de cadetes para jovens de 12 a 21 anos. Os cadetes efetuam voos de orientação em aeronaves pequenas como parte de sua educação aeroespacial geral, aprendem a liderar, participam de uma variedade de atividades nacionais, estaduais e locais e melhoram sua preparação física. Cadetes de Michigan cumprem 2,5 horas por semana e um fim de semana por mês, em média. Eles também têm a oportunidade de participar de acampamentos de liderança, academias de carreira e outras atividades especiais durante a primavera e o verão.

### Educação Aeroespacial
A Civil Air Patrol oferece educação aeroespacial para seus membros voluntários e para o público em geral. O programa de educação interna para membros da CAP educa membros seniores e cadetes; o programa externo para o público em geral é fornecido por meio de oficinas oferecidas através do sistema educacional do país. Os cadetes podem participar de academias de voo, modelos de foguetes, aviões RC e voos de orientação em um Cessna e um planador.

## Recursos
Em 2012, a Michigan Wing tinha 10 aviões monomotores e 1 planador; 16 veículos terrestres, principalmente vans de 9 a 10 lugares divididos entre os esquadrões. Eles têm 13 Repetidores VHF/FM e 175 estações VHF/FM, com 27 estações HF.

## Estrutura

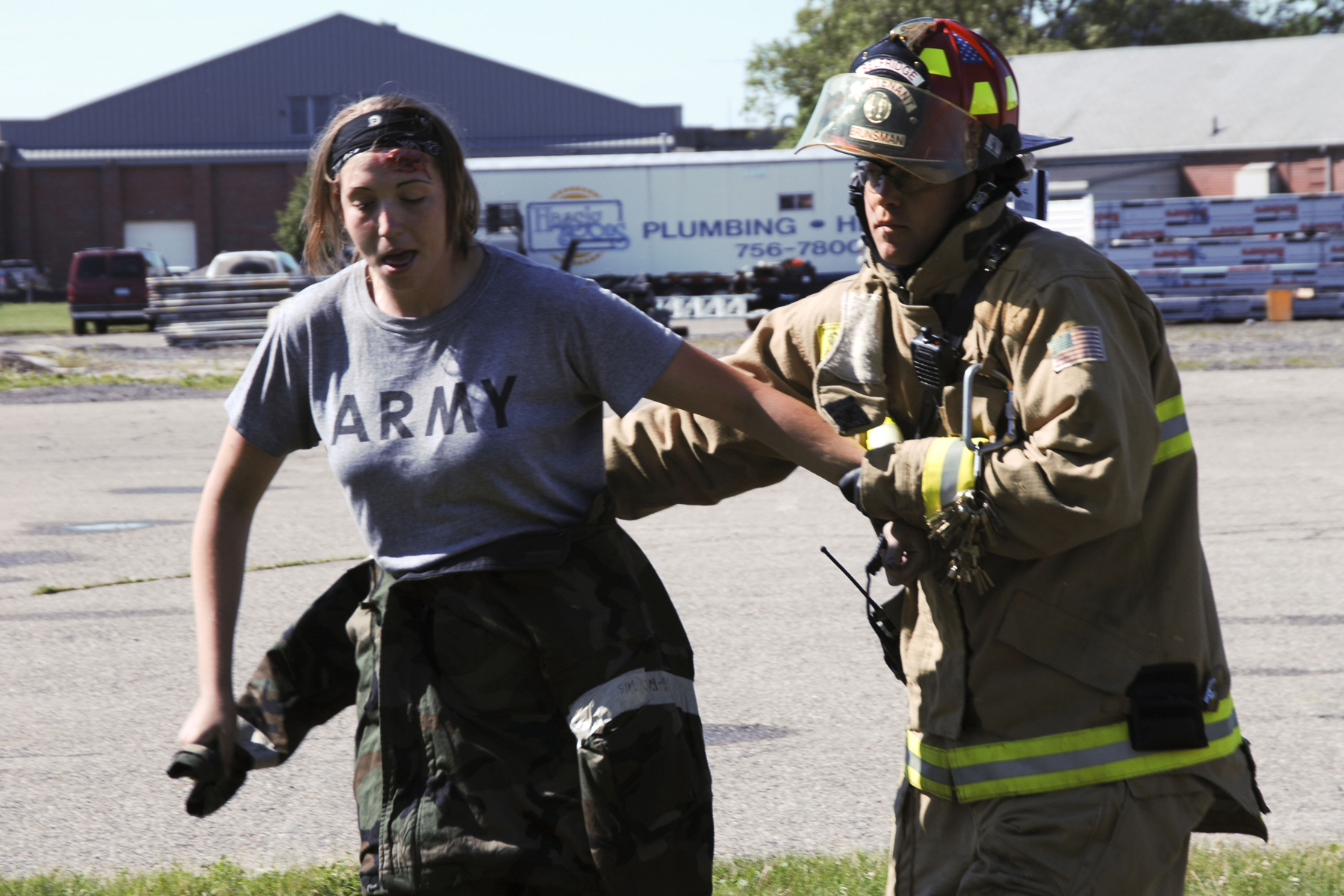
O bombeiro TSgt Kurt Brunsman ajuda uma vítima de tornado retratada por um cadete da PAC durante um exercício de resposta a tornado realizado na "Selfridge Air National Guard Base".

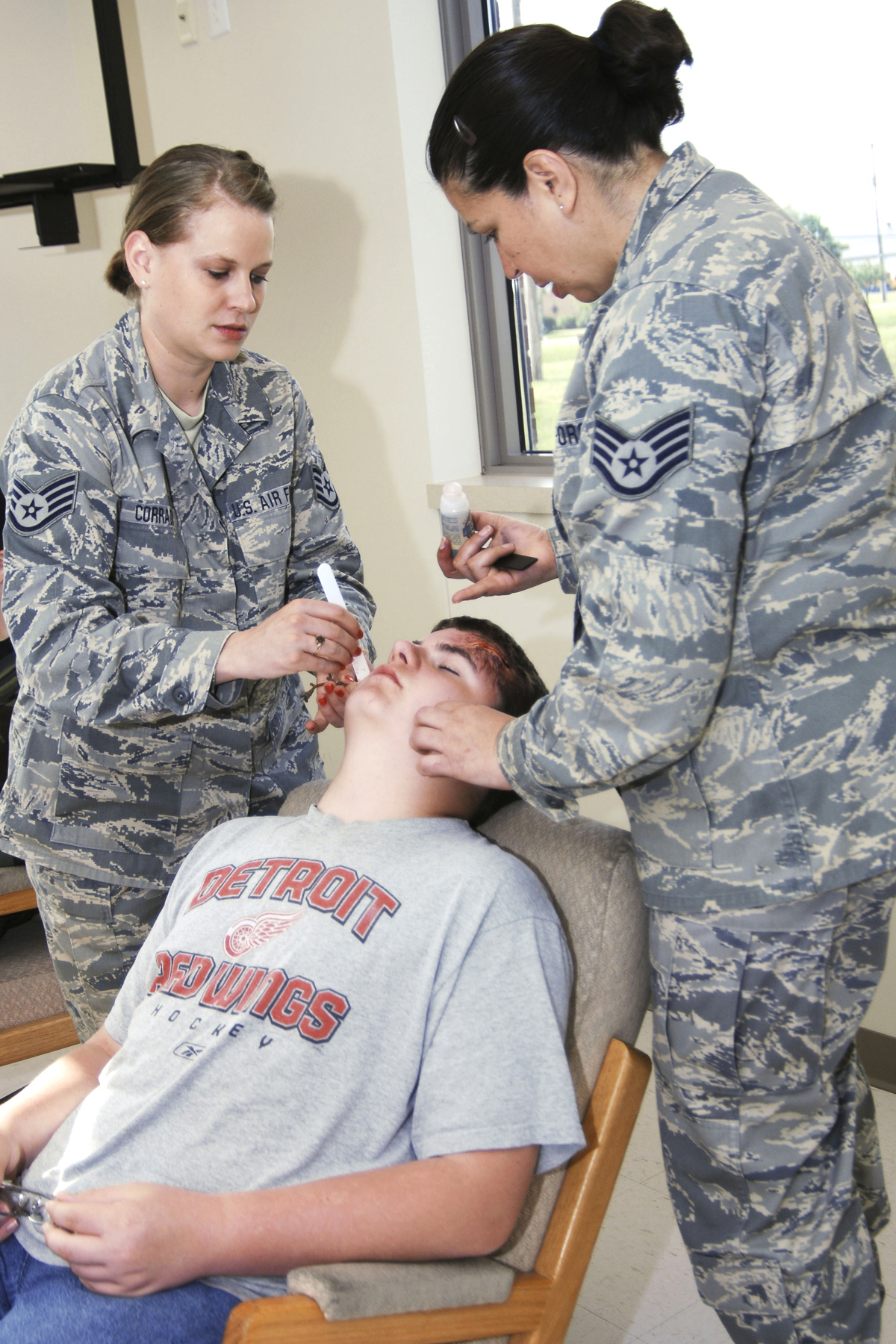
SSgt Chandra Corrado e SSgt Linda Treat aplicam maquiagem a um membro da Michigan Wing Civil Air Patrol; que retratou uma vítima de tornado durante um exercício de resposta a tornado.

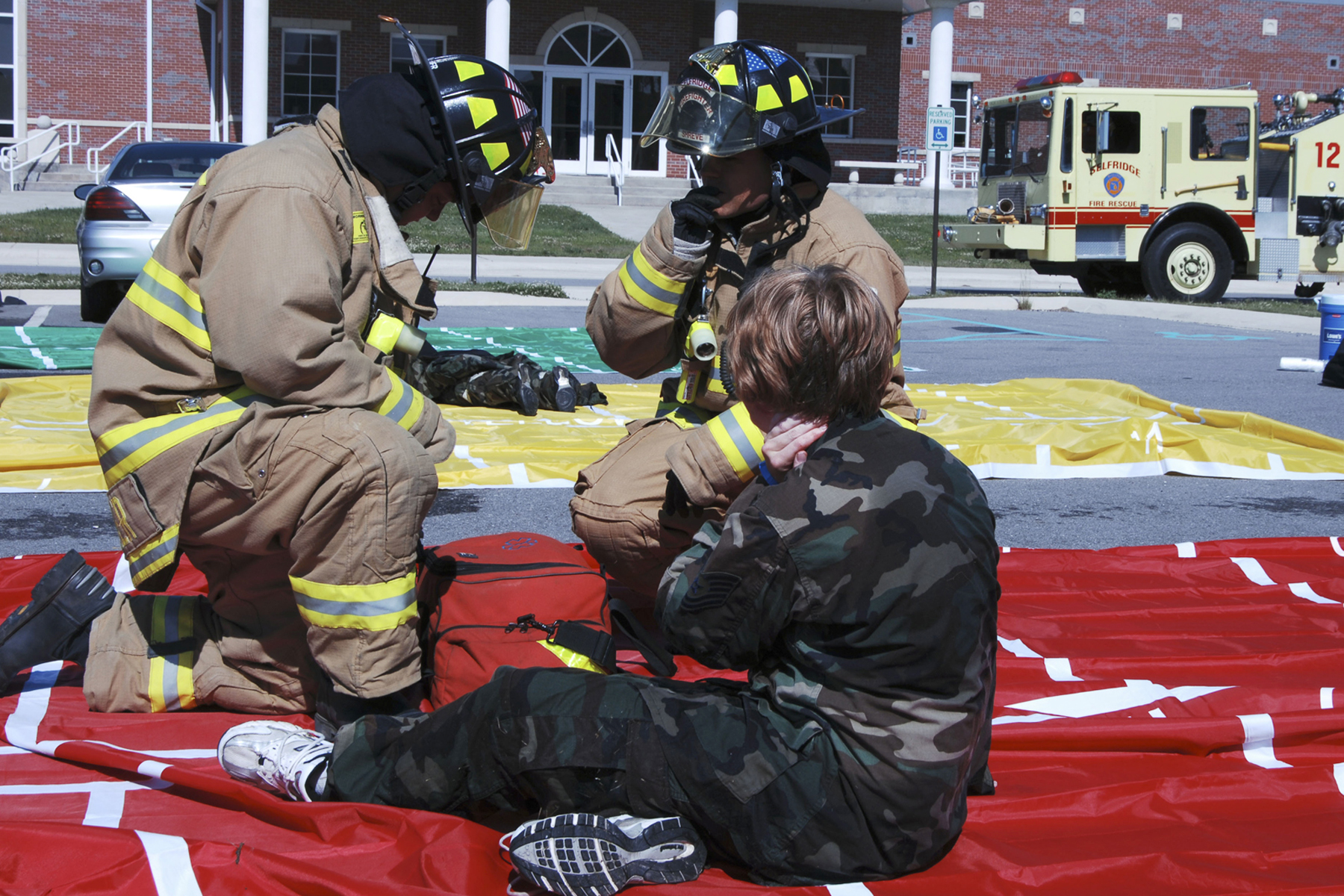
Os bombeiros Jason Collier e Anthony Shreve ajudam uma vítima de um tornado simulado interpretado por Amanda Shields, membro da PAC, durante o exercício de Resposta de Tornado da 127ª Ala.

A Michigan Wing é composta por 35 esquadrões que estão distribuídos em todo o Estado de Michigan.
| Designação | Nome do esquadrão                             | Localização      |
| ---------- | --------------------------------------------- | ---------------- |
| MI001      | Michigan Wing Headquarters                    | Selfridge ANGB   |
| MI002      | Owosso Composite Squadron                     | Owosso           |
| MI007      | Livingston Composite Squadron                 | Howell           |
| MI009      | Kalamazoo Composite Squadron                  | Portage          |
| MI011      | Blue Water Composite Squadron                 | Shelby Township  |
| MI015      | Wolverine Composite Flight                    | Benton Harbor    |
| MI022      | Copper Country Composite Squadron             | Calumet          |
| MI036      | Sanilac Flight                                | Cass City        |
| MI059      | Adrian Composite Squadron                     | Adrian           |
| MI063      | Monroe Composite Squadron                     | Monroe           |
| MI068      | Sixgate Composite Squadron                    | Farmington Hills |
| MI073      | South Oakland Cadet Squadron                  | Farmington       |
| MI075      | Lt Col Keehn Composite Squadron               | Flushing         |
| MI094      | Highpoint Composite Squadron                  | Cadillac         |
| MI096      | Bay de Noc Flight                             | Escanaba         |
| MI117      | Van Dyke Cadet Squadron                       | Fraser           |
| MI119      | Lakeshore 119 Composite Squadron              | Muskegon         |
| MI131      | Traverse City Composite Squadron              | Traverse City    |
| MI135      | Al Johnson Legacy Cadet Squadron              | Holland          |
| MI165      | Cass River Composite Squadron                 | Caro             |
| MI176      | 176th Selfridge Composite Squadron            | Selfridge ANGB   |
| MI183      | Livonia Thunderbolt Composite Squadron        | Livonia          |
| MI190      | Grand Rapids Senior Squadron                  | Grand Rapids     |
| MI192      | Bishop Airport Senior Squadron                | Flint            |
| MI201      | Dickinson County Flight                       | Kingsford        |
| MI214      | Jackson Composite Squadron                    | Jackson          |
| MI222      | Ionia Flight                                  | Ionia            |
| MI238      | Oakland Composite Squadron                    | Pontiac          |
| MI241      | Major Joe Koch Memorial Cadet Squadron        | Columbiaville    |
| MI243      | Thunder Bay Flight                            | Alpena           |
| MI248      | Kellogg Field Senior Squadron                 | Battle Creek     |
| MI250      | Battle Creek Flight                           | Battle Creek     |
| MI257      | Scott M. Burgess Composite Squadron           | Grand Ledge      |
| MI260      | Willow Run Composite Squadron                 | Ypsilanti        |
| MI261      | Bay City Cadet Squadron                       | Bay City         |
| MI265      | Grand Rapids Metro Cadet Squadron             | Grand Rapids     |
| MI271      | Mustang Cadet Squadron                        | New Hudson       |
| MI276      | Lapeer Composite Squadron                     | Attica           |
| MI277      | Au Sable Valley Cadet Squadron                | Cadillac         |
| MI394      | Chippewa County Composite Flight              | Sault Ste Marie  |
| MI610      | Gaylord Senior Squadron                       | Grayling         |
| MI655      | Maj Kevin A Adams Memorial Composite Squadron | Ann Arbor        |
| MI999      | Michigan Wing State Legislative Squadron      | Lansing          |

## Proteção legal
Os membros da Civil Air Patrol que trabalham em Michigan geralmente têm direito a uma licença sem vencimento de seu local de trabalho quando participam de uma missão da PAC. As empresas que empregam entre quinze e cinquenta funcionários devem fornecer aos membros da PAC até quinze dias de licença sem vencimento anualmente para funcionários que executam uma missão da PAC. Os empregadores que empregam mais de cinquenta funcionários devem fornecer aos membros da PAC até trinta dias de licença sem vencimento anualmente para atender às missões da PAC. Os empregadores estão proibidos de exigir que os funcionários usem licença de férias acumuladas, licença pessoal, licença compensatória, licença médica, licença por invalidez ou qualquer outra licença para cobrir o período de tempo em que o funcionário está destacado para a missão. Esses direitos são garantidos pela lei de Michigan.